# Giebelhaus Faulenstraße 17

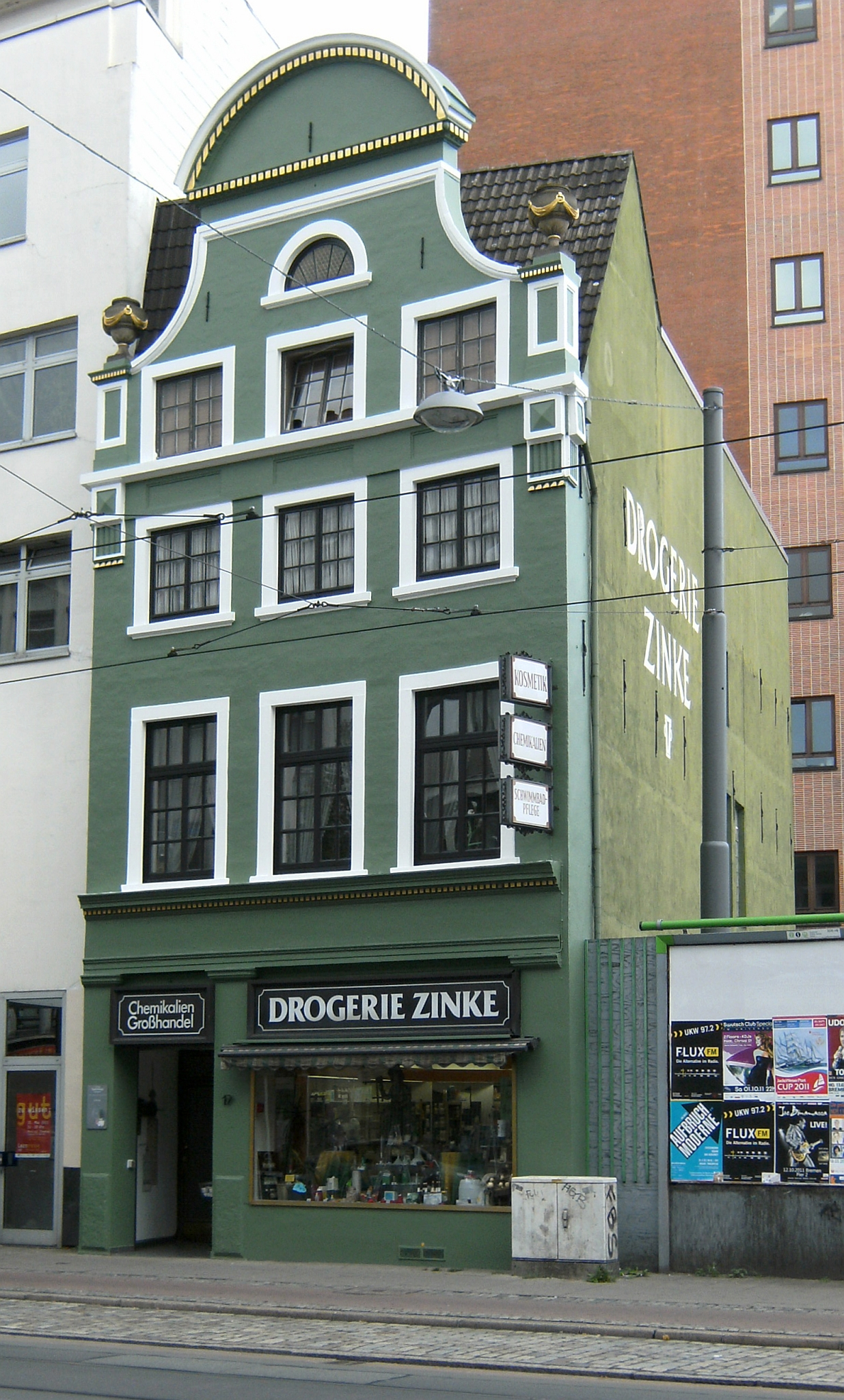
Giebelhaus Faulenstraße 17 (2011)

Das Giebelhaus Faulenstraße 17 in Bremen-Mitte in der Faulenstraße stammt von um 1790.
Das Gebäude steht seit 1973 unter Bremer Denkmalschutz.

## Geschichte
Das Haus wurde ursprünglich um 1790 als Pack- und Lagerhaus für einen Kapitän gebaut. Das Faulenquartier bestand bis zum 20. Jahrhundert u. a. aus Kontorhäusern der Bremer Reedereien und Schiffsmakler. Im Laufe der Zeit wurde dieses Haus im barocken Stil mit Rokokoelementen auf vier Vollgeschosse ausgebaut. Seine heutige Form als neobarockes Wohn- und Geschäftshaus erhielt es um 1850. Das Haus überstand den Zweiten Weltkrieg einigermaßen unbeschädigt. Die um 1960 noch vorhandenen Fenster an der östlichen Gebäudeseite wurden durch Glasbausteine ersetzt. 1971 wurde das längs hinter dem Giebel orientierte Satteldach abgerissen, das Dachgeschoss als viertes Vollgeschoss aufgestockt und mit einer Kombination aus quer hinter dem Giebel liegendem Satteldach und Flachdach abgeschlossen. Das Haus steht seit 1917 unter Denkmalschutz.

## Nutzungen
Das Haus ist durch die Nutzung als Drogerie und Chemikaliengroßhandel (1902–2012) überregional bekannt geworden. Im Erdgeschoss führte der Gründer Hermann Zinke zeitweise auch eine Apotheke. Im ersten Stock befand sich ein Kosmetiksalon, die oberen Stockwerke wurden als Wohnraum genutzt. Die Drogerie wurde ab Anfang 2013 von einem anderen Geschäftsinhaber in einem Ladengeschäft auf der gegenüberliegenden Straßenseite weitergeführt und das Gebäude verkauft. Der ursprüngliche Standort der Firma wurde nach Bremerhaven verlegt.